# Autostrada A15
La Autostrada A15 (102 km) es una autopista italiana que conecta Parma con La Spezia, atravesando el valle del Taro y la región histórica de la Lunigiana. También se la denomina Autostrada della Cisa, puesto que atraviesa los Apeninos tosco-emilianos cerca del Paso de la Cisa. Permite conectar cómodamente la Autostrada del Sole con la Autostrada A12 (Génova-Livorno), favoreciendo la comunicación directa entre la llanura padana, la Riviera italiana y la Versilia.

## Historia
El primer proyecto de esta autopista data de los años 50, como itinerario alternativo para conectar la llanura padana con la costa tirrena. Su realización requirió la construcción de numerosos viaductos y túneles hasta una altitud máxima de 745 m, a la entrada del túnel del paso. Su estructura, con dos calzadas separadas, es muy sinuosa y requiere mucha atención en la conducción; durante muchos años ha sido uno de los recorridos utilizados como prueba para los vehículos pesados.

## Recorrido

Trazado de la A15

La autopista tiene su origen en la Autostrada A1, cerca de Parma. Después de la salida de Parma Ovest, el trazado se introduce en el valle del Taro, con las salidas de Fornovo di Taro, Borgotaro y Berceto, todas situadas en territorio emiliano. Después del túnel del paso de la Cisa, la autopista continúa en territorio toscano, donde se encuentran las salidas de Pontremoli y Aulla. Por fin, el recorrido hace su entrada en Liguria, donde, después de un breve tramo, se sitúa el enlace con la Autostrada A12 cerca del llano de Santo Stefano di Magra, a pocos kilómetros de La Spezia.
Las estaciones de servicio presentes son 4, mientras que las áreas de descanso son 5.

## Proyectos
Uno de los proyectos en estudio es alargar el trazado hacia el norte por Fontevivo, Martignana di Po y Nogarole Rocca para enlazar directamente con la Autostrada A22 (la Autobrennero) en las inmediaciones de Verona.